# Piri Weepu
Piri Awahou Tihou Weepu (* 7. September 1983 in Lower Hutt) ist ein neuseeländischer Rugby-Union-Spieler auf der Position des Gedrängehalb. Er spielte für die All Blacks auf internationaler Ebene, für die Wellington Lions im Air New Zealand Cup und für die Hurricanes in der Super 14.

## Karriere
2004 erhielt Weepu erstmals die Ehre, für die All Blacks gegen Wales zu spielen. Im Jahr 2005 wurde er in den Kader der All Blacks zurückberufen, um im ersten Tri Nations-Spiel gegen die südafrikanischen Springboks zu spielen, obwohl er zuvor gegen die British and Irish Lions nicht im Kader gewesen war.
Er spielte Club-Rugby mit den Hutt Old Boys, unter den Fittichen seines Mentors DB (Lower-Hutt-Rugbylegende Derek Bruce), außerdem ging er auf das Te Aute College. Während des Super-14-Finales 2006 machte Piri Weepu einen schlechten Tackle und wurde dabei ohnmächtig. Wegen des dichten Nebels, der während des Spieles herrschte, konnten die Mannschaftsärzte nicht erkennen, dass er eigentlich nicht mehr spielfähig war und so erlaubten sie ihm, weiter zu spielen. Später gab Weepu bekannt, dass er sich nicht an das ganze Spiel erinnern kann.
Weepu basiert sein Spiel auf seine Kraft. Er ist für einen Gedränge-Halb extrem stark und hart, doch scheinen seine physischen Fähigkeiten, seine Agilität oder Schnelligkeit und somit auch sein Spiel nicht zu beeinflussen. Er wird als einer der meist talentiertesten Gedrängehalbs aus Neuseeland angesehen, da er die Fähigkeiten eines guten Kickers besitzt, was für diese Position sehr ungewöhnlich ist, außerdem kann er wegen seines Rugby-League-Hintergrundes auch als Nr. 10 (Verbindungshalb) spielen.